# Neolentinus adhaerens
Neolentinus adhaerens är en svampart som först beskrevs av Alb. & Schwein., och fick sitt nu gällande namn av Redhead & Ginns 1985. Neolentinus adhaerens ingår i släktet Neolentinus och familjen Polyporaceae.   Inga underarter finns listade i Catalogue of Life.
I den svenska databasen Dyntaxa används istället namnet Lentinus adhaerens för samma taxon.  Arten är reproducerande i Sverige.

## Bildgalleri

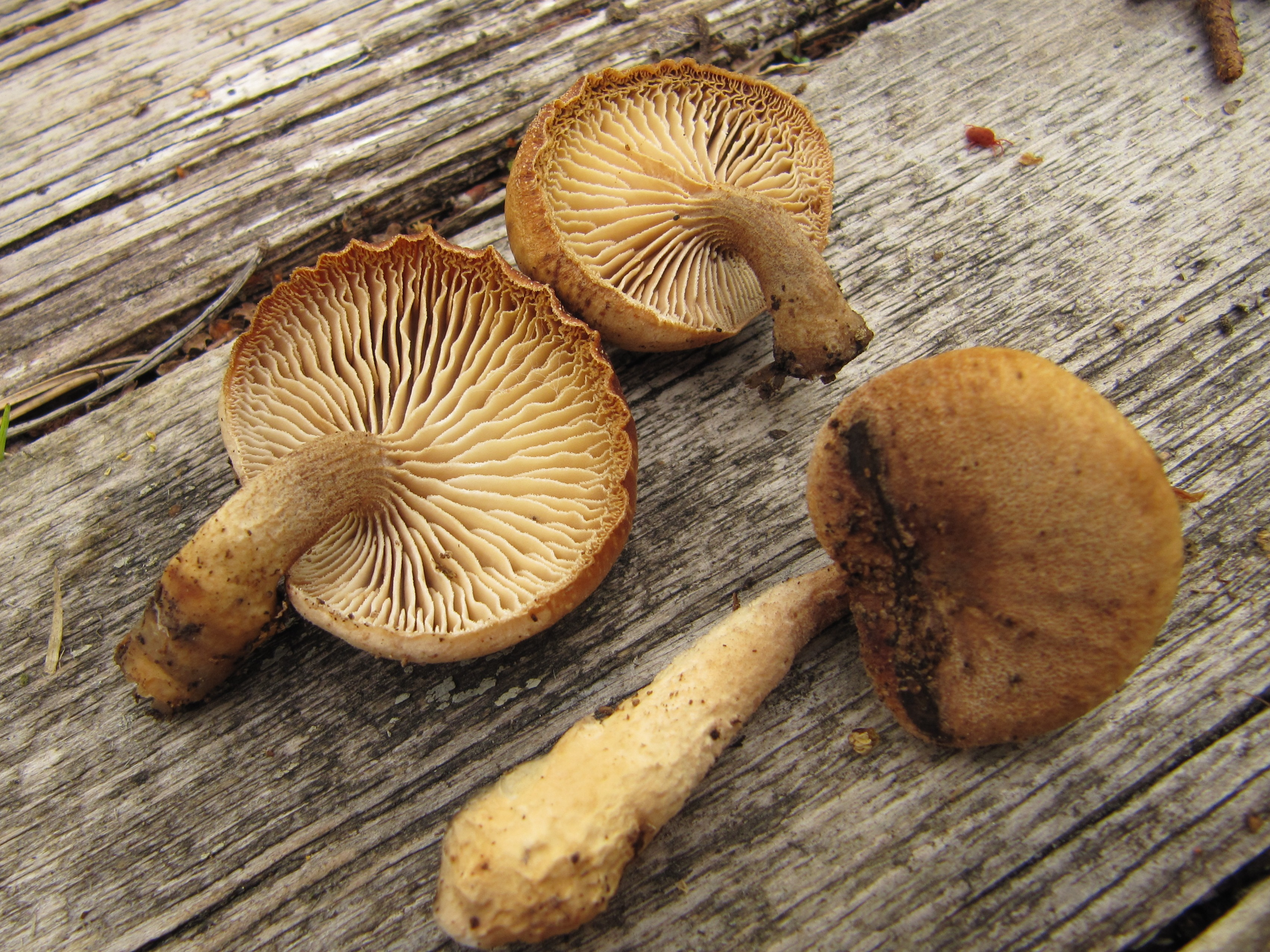
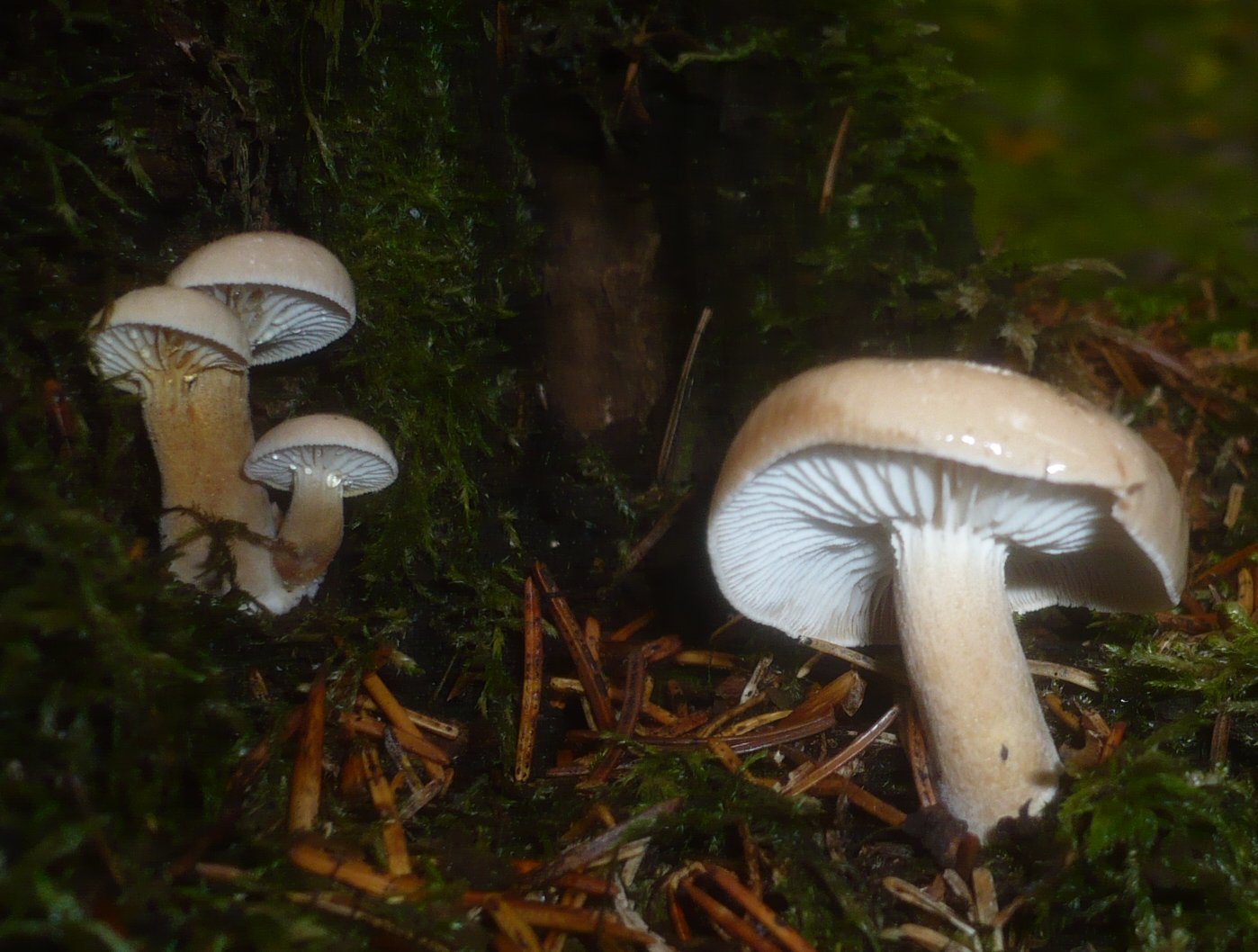